# Kotłowa Czuba
Die Kotłowa Czuba ist ein Berg in der polnischen Westtatra mit 1867 Metern Höhe. 

## Lage und Umgebung
Die Kotłowa Czuba liegt in der polnischen Tatra im Massiv Ornak, zwischen den Tälern Dolina Chochołowska und Dolina Kościeliska.

## Tourismus
Die Kotłowa Czuba ist bei Wanderern beliebt. 

## Belege
- Zofia Radwańska-Paryska, Witold Henryk Paryski, Wielka encyklopedia tatrzańska, Poronin, Wyd. Górskie, 2004, ISBN 83-7104-009-1.
- Tatry Wysokie słowackie i polskie. Mapa turystyczna 1:25.000, Warszawa, 2005/06, Polkart, ISBN 83-87873-26-8.